# Probuccinum archibenthale
Probuccinum archibenthale é uma espécie de gastrópode do gênero Probuccinum, pertencente a família Buccinidae.